# Apollophanes punctipes
Apollophanes punctipes là một loài nhện trong họ Philodromidae.
Loài này thuộc chi Apollophanes. Apollophanes punctipes được Octavius Pickard-Cambridge miêu tả năm 1891.